# Ján Ferjak
Ján Ferjak (7. června 1902 – ???) byl slovenský a československý politik, poslanec Prozatímního Národního shromáždění a Ústavodárného Národního shromáždění za Demokratickou stranu.

## Biografie
Pocházel z Hažína nad Cirochou. Před válkou byl funkcionářem za Republikánské strany zemědělského a malorolnického lidu (agrární strana).
Na sjezdu Demokratické strany v Turčianském Svätém Martinu v červenci 1945 byl zvolen jedním z místopředsedů strany. Podporoval program pozemkové reformy.
V letech 1945-1946 byl poslancem Prozatímního Národního shromáždění za Demokratickou stranu. Po parlamentních volbách v roce 1946 se stal poslancem Ústavodárného Národního shromáždění, kde setrval do voleb do Národního shromáždění roku 1948.